# Euphylidorea subsimilis
Euphylidorea subsimilis là một loài ruồi trong họ Limoniidae. Chúng phân bố ở miền Tân bắc.